# Batracomorphus palicus
Batracomorphus palicus är en insektsart som beskrevs av Knight 1983. Batracomorphus palicus ingår i släktet Batracomorphus och familjen dvärgstritar. Inga underarter finns listade i Catalogue of Life.